# Distretto di Conchucos
Il distretto di Conchucos è un distretto del Perù nella provincia di Pallasca (regione di Ancash) con 8.027 abitanti al censimento 2007 dei quali 4.436 urbani e 3.591 rurali.
È stato istituito il 16 dicembre 1918.